# Euphorbia erlangeri
Euphorbia erlangeri är en törelväxtart som beskrevs av Ferdinand Albin Pax. Euphorbia erlangeri ingår i släktet törlar, och familjen törelväxter. Inga underarter finns listade i Catalogue of Life.